# Oscar Massei
Oscar Alberto Massei (Pergamino, Argentina, 29 de septiembre de 1934) es un exfutbolista y exentrenador argentino. Se desempeñaba como delantero y su debut profesional fue vistiendo la casaca de Rosario Central.

## Trayectoria

### Como jugador

#### Rosario Central

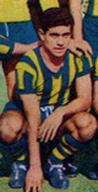

Sus primeros pasos en el fútbol los hizo en las divisiones juveniles del club Centro Cultural Alberdi de Río Cuarto. Llegó a Rosario siendo muy joven. Debutó en la primera canalla en 1953. Ya con 19 años mostró su faceta de goleador al convertir 13 goles en el torneo de ese año. Parecía de movimientos lentos, por lo que surgieron los apodos de Pachorra y Fatiga, pero se destacaba por tener la velocidad mental para anticipar y definir las jugadas. Asentado ya en el primer equipo de Central, formó una gran sociedad futbolística con Coco Rosa. En el campeonato de 1955 convirtió 21 tantos y se consagró goleador del torneo, lo que llamó la atención de Inter de Milán, que pagó 2.500.000 pesos argentinos por el delantero. Esta venta suscitó polémica, ya que AFA quiso impedirla, al considerar que al emigrar el jugador, se perdía un buen valor para la selección Argentina. Asimismo, en el seno canalla surgieron opiniones encontradas, por lo que la venta se decidió a través de una votación entre los socios, tal como había sucedido años antes con Enrique "Chueco" García y Benjamín Santos.
En su paso por Rosario Central sus víctimas preferidas fueron San Lorenzo de Almagro y Gimnasia y Esgrima La Plata, a los que les convirtió 5 goles. En los clásicos frente a Newell's Old Boys convirtió 3 tantos: el 15/08/1954 (derrota 2-3), el 14/04/55 (empate 1-1) y el 04/12/55 (victoria 2-1).

#### Internazionale de Milán

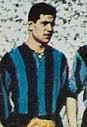

Llegó al equipo neroazzurro en 1956. Su debut se produjo el 22/01/1956 ante Nápoli, convirtiendo el primer gol del encuentro al minuto 51 (victoria de Inter 2-0). En sus primeros 14 partidos anotó 9 goles, lo que le confirió ser convocado a la Nazionale. Pero en un encuentro ante AS Roma se rompió los ligamentos cruzados de una de sus rodillas, hecho que marcó el inicio de un largo tiempo alejado de las canchas. Una vez recuperado ya no pudo volver a un estado físico óptimo, por lo que en Inter vieron con buenos ojos traspasarlo, y así llegó a Triestina. En Inter se ganó el apodo de Che, ya que utilizaba este modismo propio de los argentinos al tratar a sus compañeros.

#### Triestina
Llegó al equipo alabardati en la temporada 1958/59, y sólo convirtió dos goles, ambos ante Genoa, en partidos diferentes. Allí fue que se retrasó unos metros en la cancha, comenzando a jugar en una nueva posición.

#### SPAL

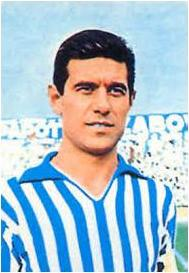

Massei es ídolo máximo de SPAL. Es el jugador del club con más presencias (210 partidos) y goles (47) en Serie A. Llegó a Ferrara por iniciativa del presidente del club Paolo Mazza. Allí desarrolló una etapa descollante en su carrera, jugando primero como delantero retrasado y luego como regista, es decir que se transformó en el armador de juego del equipo, haciendo valer su gran claridad mental junto a su habilidad intacta a pesar de su disminución física. Con el cuadro biancoazzurro descendió en 1964 y volvió a primera en 1965; además en 1962 alcanzó la final de Copa Italia, donde cayó 2-1 frente a Nápoli. Jugó 9 temporadas en SPAL y dejó una huella imborrable en la memoria futbolística del club y de la ciudad. Rechazó varias ofertas de equipos más grandes, ya que consideraba que ante una mayor exigencia iba a ser difícil responder debido a su condición física. En 2007 fue nombrado ciudadano ilustre de Ferrara.
En 1967, y con su pase en SPAL, participó en un partido oficial con el equipo estadounidense Chicago Mustangs, en la United Soccer Association.

#### Chiasso
Cerró su carrera en este club suizo, jugando 7 encuentros en la temporada 1968-69. Dos décadas más tarde retornaría al club como entrenador.

### Como entrenador
Dirigió una gran cantidad de equipos de ascenso de Italia, en Serie C1, C2 y D. Consiguió la Coppa Italia Semiprofessionisti con Lecco y  ascender a Vogherese a Serie C2 en 1981. En 1989 retornó a Chiasso para ser el entrenador y luego pasó 5 años en las juveniles de SPAL.

## Selección nacional
Llegó a ser convocado a la selección italiana, pero no debutó. Fue convocado para el encuentro del 9 de diciembre de 1956 en el que Italia batió 2-1 a Austria, disputado en la ciudad de Génova. Massei no ingresó, y poco tiempo después se rompió los ligamentos cruzados de una de sus rodillas, y ya no tuvo otra oportunidad para vestir la casaca azzurra.

## Clubes

### Como jugador
| Club             | País           | Año       | PJ  | Goles |
| ---------------- | -------------- | --------- | --- | ----- |
| Rosario Central  | Argentina      | 1951-1955 | 80  | 44    |
| Inter de Milán   | Italia         | 1956-1958 | 54  | 21    |
| Triestina        | Italia         | 1958-1959 | 22  | 2     |
| SPAL 1907        | Italia         | 1959-1967 | 244 | 52    |
| Chicago Mustangs | Estados Unidos | 1967      | 1   | 0     |
| Chiasso          | Suiza          | 1968-1969 | 7   | 0     |

### Como entrenador
| Club                 | País   | Año       |
| -------------------- | ------ | --------- |
| Trevigliese          | Italia | 1969-1970 |
| Treviso              | Italia | 1970-1971 |
| Messina              | Italia | 1971-1973 |
| Pallacanestro Varese | Italia | 1973-1974 |
| Milanese 1920        | Italia | 1974-1975 |
| Calcio Lecco 1912    | Italia | 1975-1977 |
| Lugano               | Suiza  | 1977-1979 |
| Calcio Lecco 1912    | Italia | 1979-1980 |
| Vogherese            | Italia | 1980-1983 |
| Novara Calcio        | Italia | 1983-1984 |
| Pro Italia Galatina  | Italia | 1984-1985 |
| Pro Vercelli         | Italia | 1985-1986 |
| Vogherese            | Italia | 1986-1987 |
| Pro Italia Galatina  | Italia | 1987-1988 |
| Chiasso              | Suiza  | 1989      |
| SPAL (juveniles)     | Italia | 1989-1994 |

## Palmarés

### Como futbolista
| Equipo          | País      | Título                    | Año  |
| --------------- | --------- | ------------------------- | ---- |
| Rosario Central | Argentina | Goleador Primera División | 1955 |

### Como entrenador
| Equipo    | País   | Título                          | Año       |
| --------- | ------ | ------------------------------- | --------- |
| Lecco     | Italia | Coppa Italia Semiprofessionisti | 1976-1977 |
| Vogherese | Italia | Serie D                         | 1980-1981 |